# Szczecinki brwiowe
Szczecinki brwiowe – rodzaj szczecinek występujący na głowie muchówek.
Szczecinki krótkie i lekko ku przodowi wygięte. Usytuowane są wzdłuż tylnej krawędzi oka, gdzie tworzą zwykle regularny szereg.